# Даровито дете
Даровито дете је оно за које претпостављамо да има натпросечан ниво способности у било ком домену (уметности, језику, математици, друштвеном или физичком домену…).

## Идентификација даровитог детета
Даровито дете понекад препознају родитељи, а чешће учитељи и наставници, јер имају прилике да дете упореде са групом вршњака. Такву децу често препознају по натпросечној способности расуђивања, лакоћи при усвајању нових сазнања, добром памћењу наученог, вербалној елоквентности и богатом коришћењу језика, радозналости , оригиналности у размишљању, истрајности при решавању изазовних задатака све док се не постигне тражени, или довољно добар резултат, смислу за хумор који је другачији од оног који имају његови вршњаци…
Велики број школа суочен је са проблемима ране идентификације даровитости код ученика и организације рада са њима. Идентификација даровитих ученика је дуготрајан процес, који укључује целокупну анализу једног ученика, што значи да не може бити заснована на само једном показатељу, нпр. тесту знања. Поред њих, користе се и разни тестови за мерење количника интелигенције, тестови креативности, чек-листе за процену даровитости. Ниједан од ових инструмената не може прецизно дати одговор на то да ли је неки ученик даровит или не и зато је, уз њихову примену, неопходно и свакодневно посматрање и праћење ученика. Због различитих подручја у којима се ученик може индентификовати као даровит, користе се многобројни извори информација, односно, користе се различити критеријуми за откривање и индентификацију даровитих ученика.
Давид Георг је израдио мултидимензионални модел идентификације даровитих ученика према коме у том процесу учествују родитељи, вршњаци, учитељи, а такође се у обзир узимају и разни тестови као и самопроцена ученика .

## Карактеристике даровите деце
Даровита деца мисле у асоцијацијама и њихов мозак ради брзо. Висока интелигенција је само један од предуслова да би неко спадао у групу даровитих. Потребно је да дете има још неколико значајних карактеристика, као што су:
- рано коришћење широког речника
- спретност у језику, коришћење фраза и целих реченица у врло раним годинама
- општа запажања
- интерес према књигама, касније према атласима и енциклопедијама
- рани интерес за датуме и часовник
- способност концентрације
- рано откривање узрока и последица (што их чини емотивно осетљивијим)[3]